# Phoeniconotius eyrensis
Il feniconotio (Phoeniconotius eyrensis) è un fenicottero estinto, vissuto tra l'Oligocene superiore e il Miocene inferiore (25 - 20 milioni di anni fa). I suoi resti fossili sono stati ritrovati in Australia meridionale, nella regione del lago Eyre.

## Descrizione
La forma del corpo di questo uccello doveva essere molto simile a quella degli attuali fenicotteri, ma in generale era molto più robusto. Le dita delle zampe, inoltre, erano piuttosto massicce e corte rispetto a quelle dei fenicotteri attuali. Le dimensioni del feniconotio dovevano essere molto simili a quelle delle più grandi specie attuali, anche se a causa dell'incompletezza dei reperti non si può stabilire con certezza l'altezza (probabilmente un metro e mezzo) e l'apertura alare. 

## Stile di vita
A causa della particolare struttura delle zampe, più simile a quella dei gruiformi che a quella dei fenicotteri attuali, gli studiosi ritengono che il feniconotio fosse meno adatto a nuotare rispetto ai suoi stretti parenti. È probabile che questo animale fosse invece più adattato a vivere in acque basse o sulla terraferma. Il feniconotio doveva avere un ruolo ecologico molto simile a quello del fenicottero primitivo Megapaloelodus del Nordamerica. Nello stesso periodo, sempre in Australia, viveva un altro fenicottero evoluto, Phoenicopterus novaehollandiae.

## Classificazione
La peculiare robustezza delle zampe richiama in alcuni aspetti i paleolodidi, una famiglia di uccelli strettamente imparentati con i fenicotteri ma leggermente più primitivi; è probabile, però, che queste somiglianze fossero dovute a convergenza evolutiva, dal momento che non si riscontrano altre caratteristiche che accomunano i due gruppi. Phoeniconotius, probabilmente, rappresenta un ramo laterale della famiglia dei fenicotteri, estintosi nel Terziario senza lasciare discendenti. 